# 숙신
숙신(중국어: 肃慎 Sùshèn[*])은 주대(周代)에 아시아 동북방에 살던 북적을 일컫던 말이다. 식신(息慎), 직신(稷慎), 주신(朱申)이라고도 불렸다. 여진어를 차음借音한 글자다. 여진어로 jušen 주션이라고 발음한다.

## 명칭
숙신에 관한 가장 오래된 기록은 공자가 편찬한 『춘추(春秋)』에 있다. 『춘추좌전(春秋左傳)』소공 9년조에 보면 ‘肅愼·燕·毫 吾北土也’라고 하여 숙신은 연나라(燕)·호(毫)와 아울러 춘추 전국 시대의 동북방에 있다고 하였다. 『사기(史記)』「오제본기(五帝本紀)」의 제순조(帝舜條)에도 ‘南撫交阯·北發·西戎·析枝·渠廋·氐·羌·北山戎·發·息肅·東長·鳥夷’라고 하였는데, 후한 정현(後漢 鄭玄)의 주(註)를 보면 ‘息愼 或謂之肅愼 東北夷’라 하였다. 따라서 숙신(肅愼)·식신(息愼)은 연나라(燕)의 동북방 경계에 위치한, 종자를 기르고 가꾸기 힘든, 척박하고 추운 환경에 사는 부족들을 이렇게 불렀다. 그들이 살던 지역의 방향을 나타내는 동(東)’ 또는 ‘동북(東北)’과 관계가 있었던 명칭이 아닌가 추측된다. 주대(周代)에는 이처럼 막연한 개념으로 숙신이라고 통칭하였으나,
주대(周代)의 숙신 이래 역사에 쓰이던 명칭을 정리하면 다음과 같다.
- 숙신(肅愼, Suk-chin)-주대(周代)
- 주신(朱申, Su-shin)-전한대(前漢代)
- 읍루(挹婁, Dyūr)-후한(後漢)·삼국시대(三國時代)
- 철아적(徹兒赤, Dzur-chi)-당대(唐代)
- 주리진(朱里眞, Jur-chin)-송대(宋代)·원대(元代)
- 여진(女眞, Jur-chin)-명대(明代)
- 여직(女直, Jur-chi)-명대(明代)
- 노아진(奴兒眞, Nyur-chin)-청대(淸代)

오늘날 퉁구스어에서 Sokze(n), Sokcen이나 몽골어에서 Juksen은 ‘예(禮)’를 가리키는 말이다. 언어학적으로는 이러한 말들을 숙신의 대응어로 들 수 있다. 진서 열전에는 숙신에 대한 기록이 있으며 기록한 한족 중점으로 쓰여졌고 실제 방문해서 적은 기록은 아니기 때문에 무작정 수용할 수는 없다.

## 진서 열전(晉書 列傳) 사이(四夷)의 숙신씨(肅愼)에 대한 기록
숙신씨는 일명 읍루라고도 하는데, 불함산(不咸山) 북쪽에 있으며, 부여에서 60일쯤 가야하는 거리에 있다. 동쪽으로는 큰 바다에 연해 있고, 서쪽으로는 구만한국(寇漫汗國)과 접해 있으며, 북쪽은 약수(弱水)에까지 이른다. 그 땅의 경계는 사방 수천리에 뻗쳐 있다. 사람들은 심산궁곡(深山窮谷)에 살며, 그 길이 험준하여 수레나 말이 통행하지 못한다. 여름철에는 나무 위에서 살고 겨울철에는 땅굴에서 산다. 그 나라에서는 부자(父子)가 대대로 세습하여 군장(君長)이 된다. 문자가 없기 때문에 언어로 약속을 한다. 말이 있어도 타지 않고 단지 재산으로 여길 뿐이다. 소와 양은 없고 돼지를 많이 길러서, 그 고기는 먹고 가죽은 옷을 만들며 털은 짜서 포(布)를 만든다. 낙상(雒常)이라는 나무가 있는데, 중국에 성제(聖帝)가 새로 제위에 오르면 그 나무에 껍질이 생겨 옷을 지어 입을 수 있다고 한다. 우물이나 부엌이 없으며, 와격(瓦鬲)을 만들어 4~5되의 밥을 담아서 먹는다. 앉을 때는 두 다리를 뻗고 앉으며, 발에 고기를 끼워 놓고 씹어 먹는다. 언 고기를 얻으면 그 위에 올라 앉아서 체온으로 녹인다. 그 지방에서는 소금과 철이 생산되지 않으므로, 나무를 태워 재를 만들고 물을 부어 즙을 받아서 먹는다. 그 사람들은 모두 편발(編髮)을 하고, 포(布)로 지름이 한자쯤 되는 가리개를 만들어 앞과 뒤를 가리운다. 혼인하러 갈 때에는 남자가 여자의 머리에 깃털을 꽂아주는데, 여자가 결혼을 승락하면 그 깃털을 가지고 집으로 돌아갔다가, 다음에 예를 갖추어 맞아 온다. 부인(婦人)은 정숙하며 건강한 사람을 귀하게 여기고 병약한 사람은 천하게 여긴다. 죽은 사람은 죽은 그 날에 곧 바로 들에다 장사를 지내는데, 나무를 짜 맞추어 작은 곽(椁)을 만들고 돼지를 잡아서 그 위에 쌓아 놓고는 죽은 사람의 양식이라고 한다. 그들의 성질은 흉악하고 사나우며, 근심하거나 슬퍼하지 않는 것을 서로 숭상하므로 부모가 죽어도 남자는 곡(哭)하지 않는데, 곡하는 사람은 씩씩하지 못하다고 한다. 도둑질을 한 사람은 물건의 많고 적음에 관계없이 모두 죽인다. 그 때문에 비록 들에다 놓아 두어도 훔쳐가지 않는다. 숙신에는 돌로 만든 살촉(石砮)과, 가죽과 뼈로 만든 갑옷과, 석자 다섯치의 단궁(檀弓)과, 한 자 몇 치쯤 되는 길이의 고시(楛矢)가 있다. 그 나라의 동북쪽에 있는 산에서 산출되는 돌은 쇠를 자를만큼 날카로운데, 그 돌을 채취하려면 반드시 먼저 신에게 기도하여야 한다. 주(周) 무왕(武王)때에 그 고시(楛矢)와 석노(石砮)를 바쳤다. 주공(周公)이 성왕(成王)을 보좌하던 때에는 다시 사신을 보내어 조하(朝賀)하였다. 그 뒤 1000여년 동안은 비록 진(秦)나라와 한(漢)나라의 강성한 세력으로도 그들을 오게 하지 못하였다.
문제(文帝)가 위(魏)의 정승이 되었을 때인 위나라 경원(景元)(260~263년) 말경에 고시(楛矢)·석노(石砮)·궁갑(弓甲)·초피(貂皮) 따위를 가지고 와서 바쳤다. 위제(魏帝)는 그 물건들을 승상부(丞相府)에 보내도록 명하고, 숙신의 왕 녹(傉)에게는 닭·비단·모직물·솜을 하사하였다. 무제(武帝)의 원강(元康)(291~299년) 초에 다시 와서 공물을 바쳤다. 동진(東晋)의 원제(元帝)가 진(晋)나라를 중흥시키자, 또 강좌(江左)에 와서 그 석노(石砮)를 공물로 보냈다. 성제(成帝) 때에 이르러서는 후조(後趙)의 석계룡(石季龍)에게 통호(通好)하여 조공하였는데, 4년만에 비로소 도달하였다.

## 같이 보기
- 말갈
- 읍루
- 예맥